# Reinbiokraftstoff
Als Reinbiokraftstoff oder Reinkraftstoff werden in Deutschland Biokraftstoffe bezeichnet, die unvermischt (ohne Zusatz fossiler Kraftstoffe) in dafür geeigneten Motoren verbrannt werden.
Für Biodiesel und Rapsöl-Kraftstoff als Reinbiokraftstoffe gilt in Deutschland ein ermäßigter Energiesteuersatz, der jedoch schrittweise erhöht wird, so dass die Besteuerung bis zum Jahr 2012 weitgehend an den Steuersatz fossiler Treibstoffe angeglichen wird. Im Gegensatz dazu unterliegt Biodiesel bereits heute dem vollen Steuersatz von 47,04 Cent/l, wenn er im Rahmen der laut Biokraftstoffquotengesetz verpflichtenden Beimischung fossilem Diesel zugesetzt wird.
Für Biodiesel, der als Reinbiokraftstoff verwendet wird, ist die Bezeichnung B100 üblich, in Abgrenzung zur Beimischung von Biodiesel zu fossilem Diesel, bei dem die entsprechende Prozentzahl Biodiesel im Kraftstoffgemisch angegeben wird (zum Beispiel B7 bei 5%iger Beimischung).